# Fürstenbahnhof

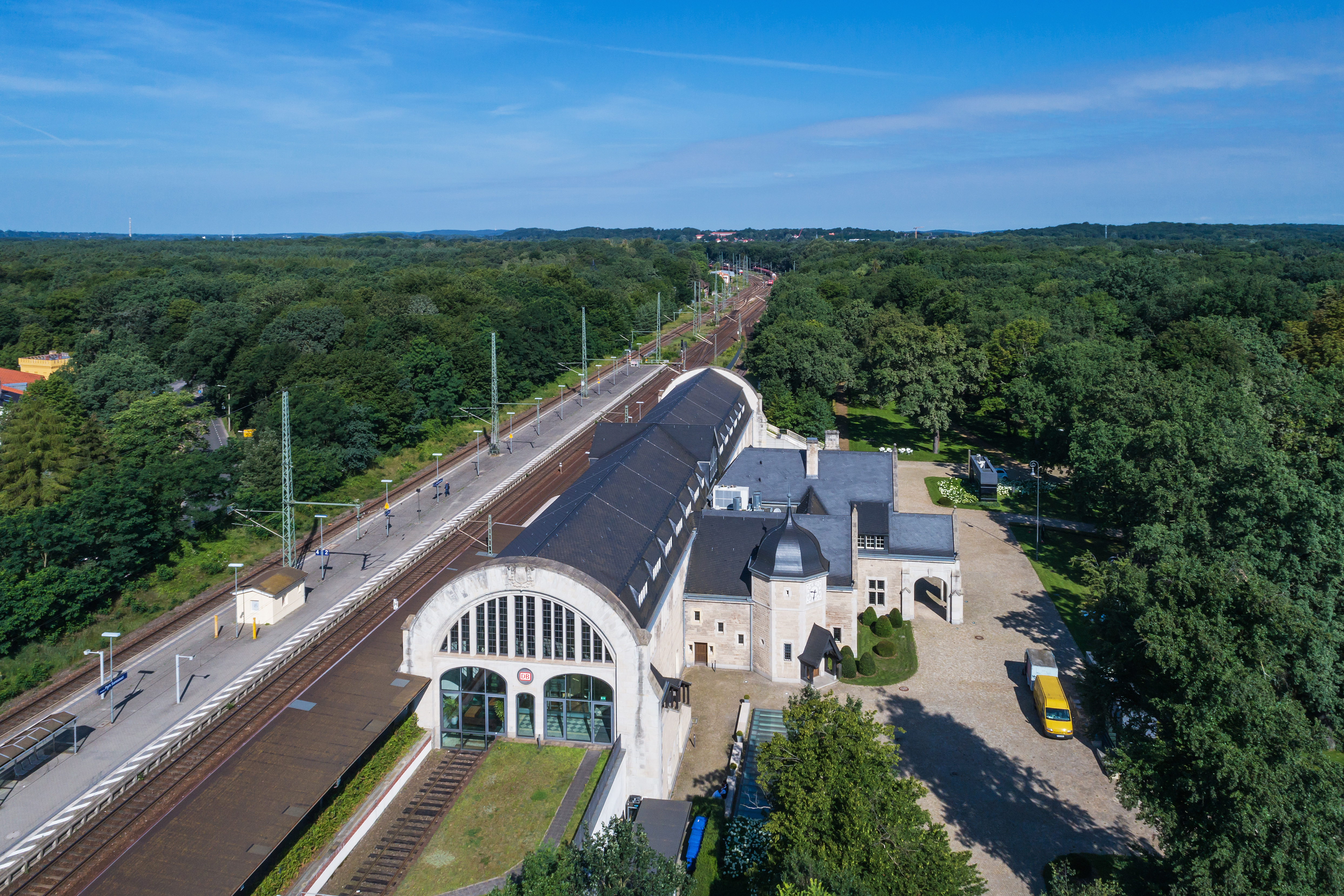
Kaiserbahnhof im Bahnhof Potsdam Park Sanssouci

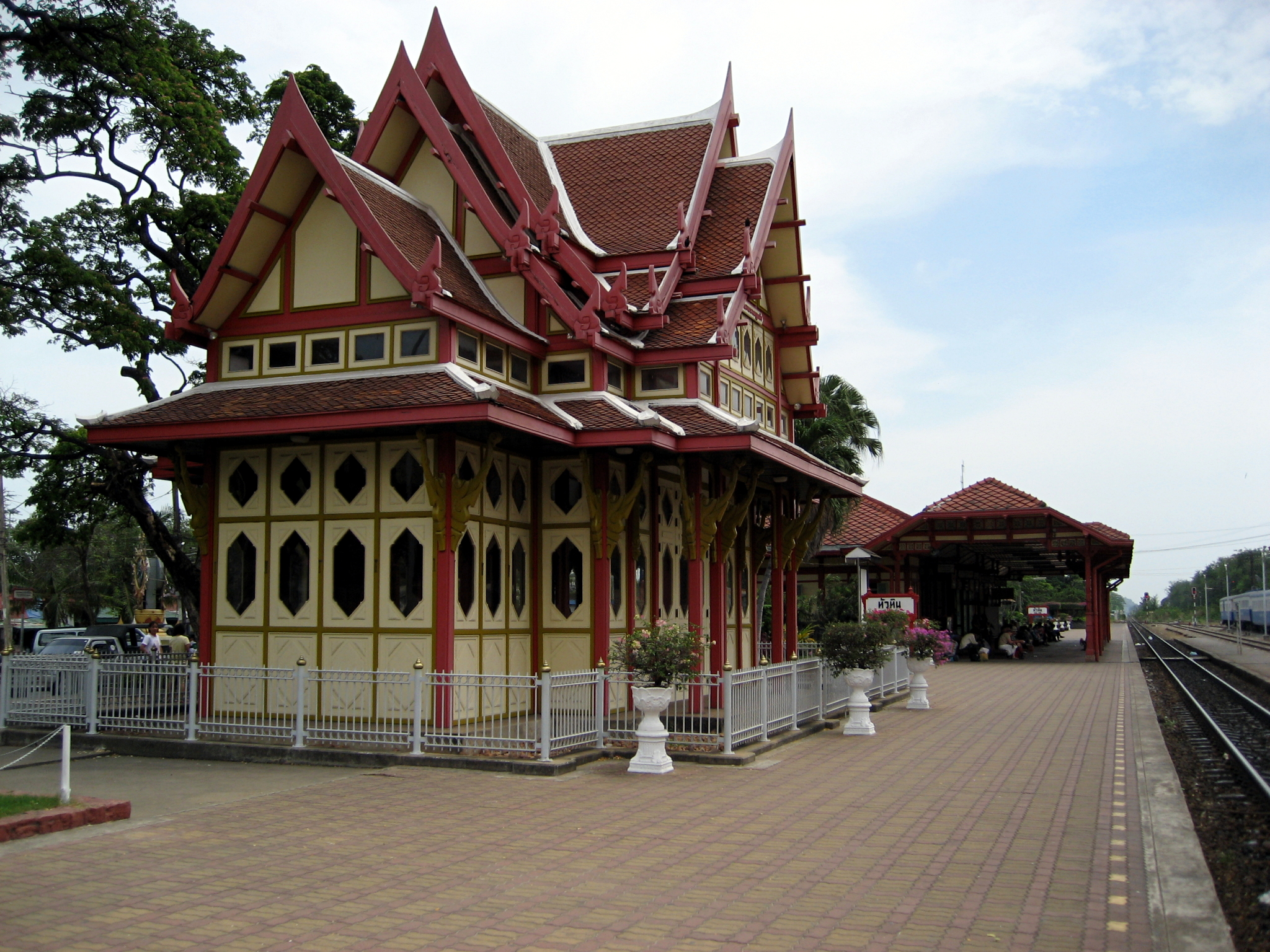
Pavillon zum Empfang des Königs im Bahnhof des thailändischen Badeorts Hua Hin

Warteraum für Kaiser Wilhelm II. im Bahnhof Wiesbaden, 1906

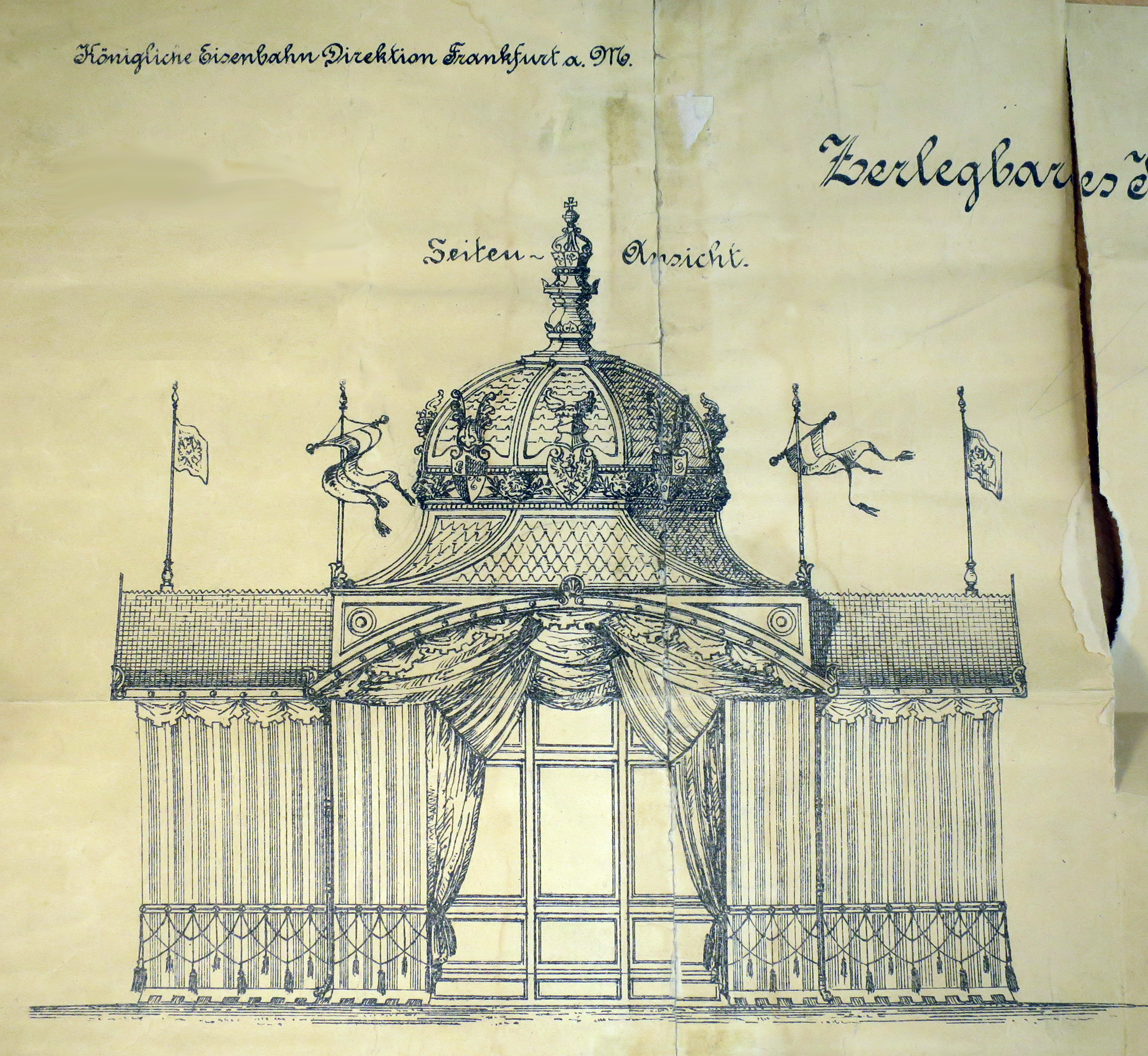
Von der Eisenbahndirektion Frankfurt/Main vorgehaltenes „Kaiserzelt“

Ein Fürstenbahnhof oder – in einem bestehenden Empfangsgebäude – ein Fürstenzimmer ist eine gesonderte Empfangsanlage einer Eisenbahn, die hochgestellten Persönlichkeiten zum Warten und Aufenthalt sowie zum Empfang und zur Verabschiedung von Gästen dient. Heute werden diese Einrichtungen nur noch in ganz seltenen Fällen als solche genutzt.

## Anlass
In der stark ständisch gegliederten Gesellschaft des 19. Jahrhunderts, in dem der größte Teil des europäischen Eisenbahnnetzes entstand, war die Beförderung der Reisenden mit der Bahn Standesgrenzen unterworfen: Die Eisenbahnwagen waren in drei oder vier Wagenklassen eingeteilt, besonders Reiche oder Privilegierte, vor allem die Spitzen der regierenden Häuser, hatten darüber hinaus Salonwagen oder sogar einen eigenen Hofzug als Sonderzug. Diese Trennung bestand analog in den Empfangsgebäuden, wo es Wartesäle für die unterschiedlichen Klassen gab. Fürstenbahnhof und Fürstenzimmer erfüllten die Warte-, Um- und Zusteigemöglichkeit für die „höchsten und allerhöchsten Herrschaften“ – wie das zeitgenössisch formuliert wurde. Sie waren die stationäre Entsprechung zu Salonwagen und Hofzug.
Deutschland bestand im 19. Jahrhundert und bis zum Ersten Weltkrieg aus zahlreichen Staaten, die überwiegend Monarchien waren. Gleichermaßen verbreitet waren Fürstenbahnhöfe und Fürstenzimmer: Sie finden sich  und in Residenzstädten, an Eisenbahnknotenpunkten, oft auch in ländlichen Bahnhöfen, wenn in der Nähe Hochadel residierte, der Landesherr ein Jagdschloss unterhielt oder sich ein Truppenübungsplatz befand. So besaßen auch nahezu alle zwischen etwa 1860 und 1918 erbauten Großstadtbahnhöfe sowie Bahnhöfe in bedeutenden Kurorten entsprechende Räumlichkeiten. 1895 verzeichneten allein die Preußischen Staatseisenbahnen 116 solcher Anlagen, 1918 waren es 153 und in ganz Deutschland mehr als 300. Die Kosten für die vorgehaltenen Fürstenbahnhöfe und -zimmer waren, gemessen an der geringen tatsächlichen Nutzung, hoch.
Darüber hinaus wurden – anlassbezogen – provisorische Bauten errichtet, die als Fürstenbahnhof dienten, wenn hoher Besuch zu erwarten war und eine derartige Einrichtung vor Ort nicht bestand. Anlass konnte eine Einweihung oder ein Manöver sein. Die Kosten dafür waren erheblich. Als Kaiser Wilhelm II. am 11. August 1899 den Dortmund-Ems-Kanal einweihte, wurden Dortmund Hauptbahnhof und der Bahnhof Rauxel für 10.000 Mark mit temporären Empfangsanlagen versehen. Für Kaiser Wilhelm II., den „Reisekaiser“, wurden 1907 sogar zwei zusätzliche auf- und wieder abbaubare Empfangszelte beschafft, die in Posen und Hannover bereitgehalten wurden, nachdem das 1883 unter seinem Großvater für diesen Zweck beschaffte Zelt, das die Eisenbahndirektion Frankfurt vorhielt, den Bedarf nicht mehr deckte.
Mit dem Untergang der Monarchien in Deutschland, Österreich-Ungarn und Russland am Ende des Ersten Weltkriegs und dem damit verbundenen Bedeutungsverlust des Adels wurden die Fürstenbahnhöfe in diesen Ländern funktionslos, standen leer, wurden anderen Nutzungen zugeführt oder abgerissen.
In Großbritannien bestanden derartige Einrichtungen an den den königlichen Residenzen nächstgelegenen Bahnhöfen, aber auch der Hochadel und viele reiche Industrielle besaßen hier entsprechende Einrichtungen. In Großbritannien kam hinzu, dass die konkurrierenden privaten Bahngesellschaften jeweils eigene derartige Einrichtungen am gleichen Ort vorhielten.

## Bauformen

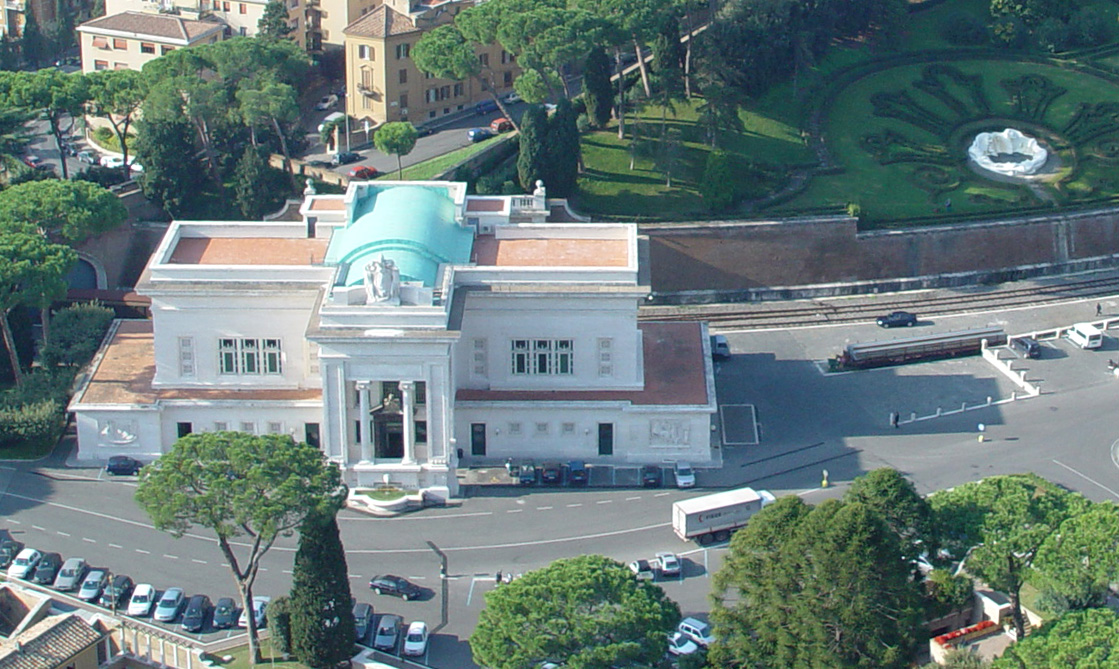
Bahnhof der Vatikanstadt: Eigener Bahnhof

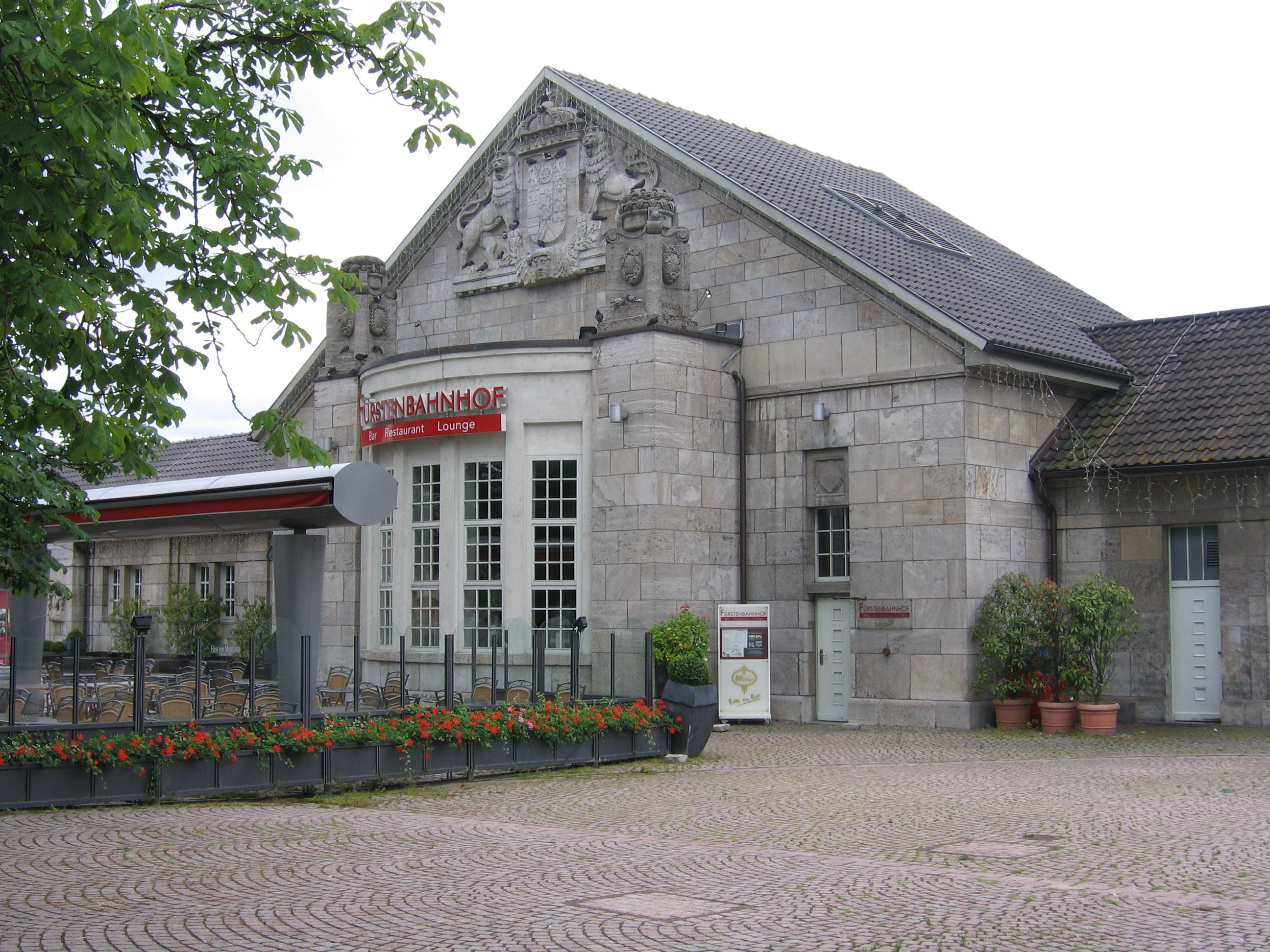
Darmstadt Hauptbahnhof, Straßenseite: Fürstenbahnhof als Anbau

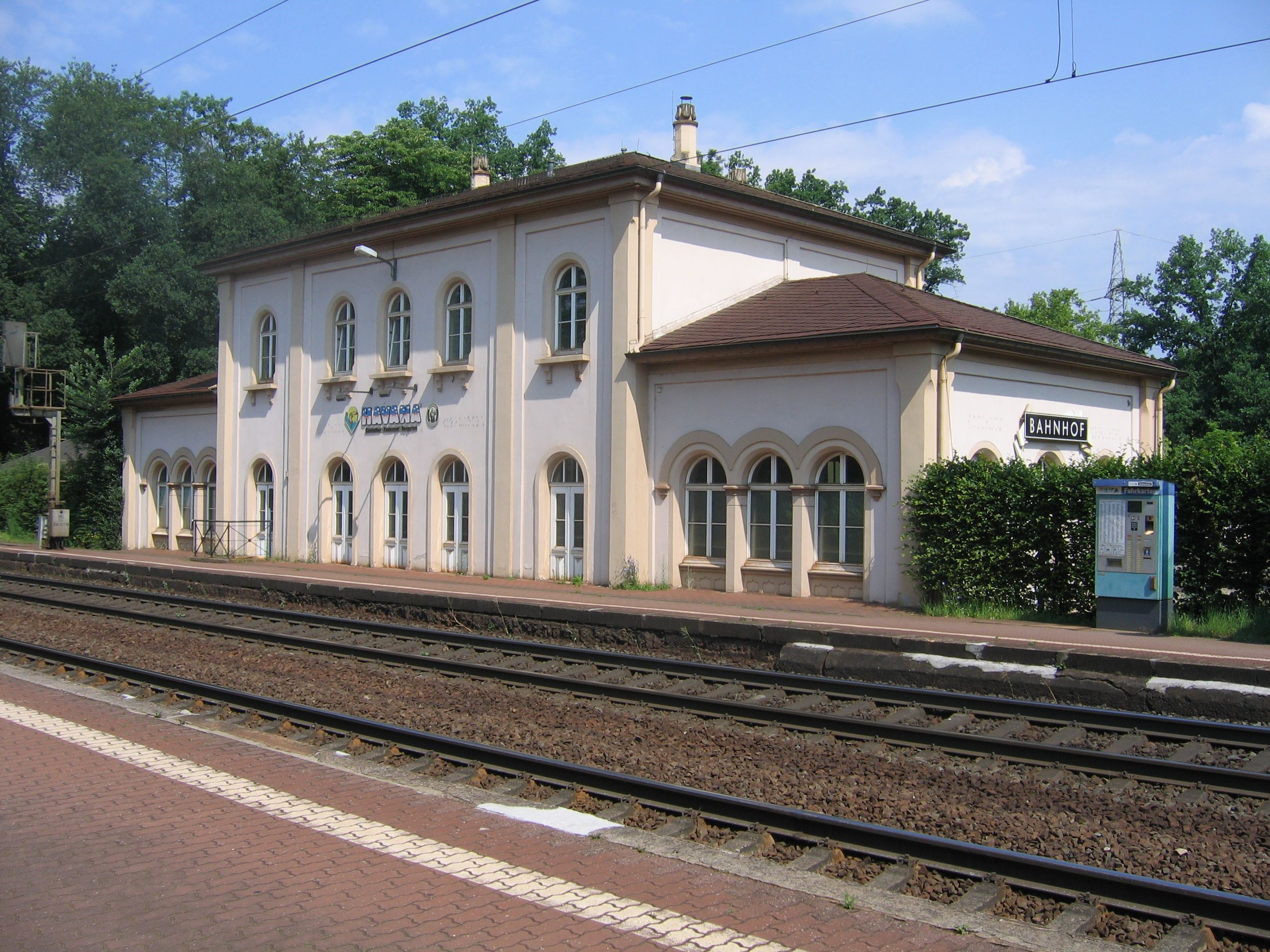
Bahnhof Hanau-Wilhelmsbad: ehemals mit mittig angeordnetem Fürstenzimmer

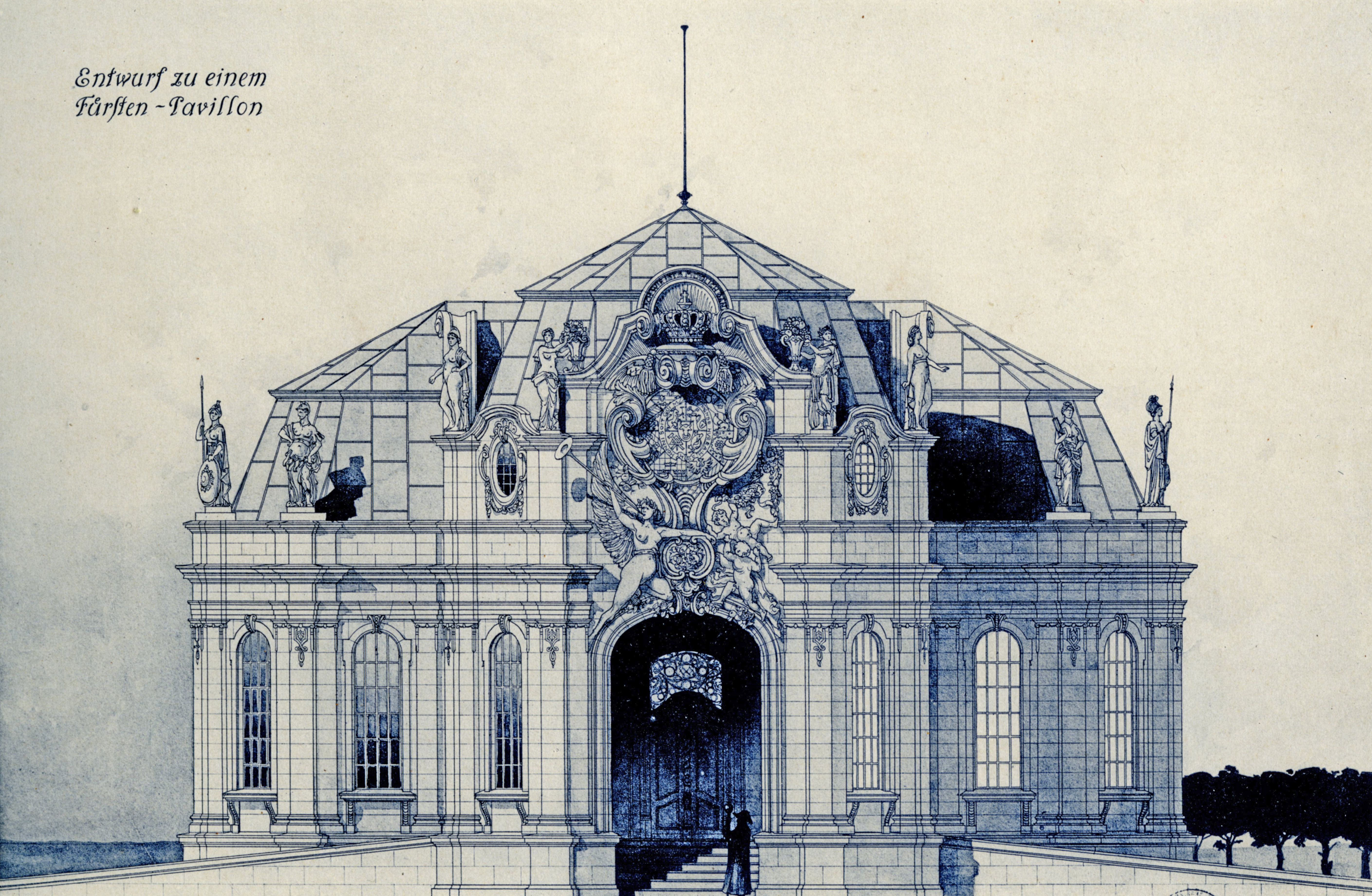
Studentischer Idealentwurf für einen Fürstenpavillon von Fritz Hane (1882–1950), ca. 1907

Da die Anlage dazu diente, die protokollarisch erforderliche Distanz zwischen Fürst und Untertanen herzustellen, bestand sie mindestens aus einem abgetrennten Warteraum, wies in der Regel einen separaten Straßenzugang und in aller Regel eine Vorfahrt, oft mit Vordach auf. Gleisseitig musste sie sicherstellen, dass der Fürst einen direkten Bahnsteigzugang hatte und auf kürzestem Weg seinen Salonwagen oder den Sonderzug betreten konnte. Abgesehen von einigen Anlagen aus der Frühzeit der Eisenbahn, bei denen versucht wurde, das Fürstenzimmer in zentraler Lage im Empfangsgebäude unterzubringen, was sich aber als höchst unpraktisch erwies, bedingte das eine Randlage zu den Empfangsanlagen für den öffentlichen Verkehr. Bei Kopfbahnhöfen befanden sich in Deutschland die Räume typischerweise in einem der Seitenflügel gegenüber Gleis 1, das aus protokollarischen Gründen grundsätzlich angefahren werden musste. Größere Anlagen hatten getrennte Räume für Fürst und Fürstin, die jeweilige Dienerschaft, sowie Räume für das Gefolge.
Es gab prinzipiell vier verschiedene Bauformen:
- eigener Bahnhof. Beispiel: Der Bahnhof Città del Vaticano in der Vatikanstadt
- eigenes Empfangsgebäude in einem sonst vom öffentlichen Verkehr genutzten Bahnhof. Beispiel: Kaiserbahnhof in Potsdam oder der kaiserliche Hofpavillon Hietzing nahe dem Schloss Schönbrunn in Wien
- Anbau an ein Empfangsgebäude, das im Übrigen dem öffentlichen Verkehr diente. Beispiel: Darmstadt Hauptbahnhof
- Entsprechende Räume in einem Empfangsgebäude („Fürstenzimmer“), das im Übrigen dem öffentlichen Verkehr diente.

In diesen Bautypen wird eine zeitliche Abfolge gesehen. Bei genauerem Hinsehen ist zu erkennen, dass es sich aber wohl eher um den Ausdruck wirtschaftlicher Potenz des ständischen Ranges derjenigen handelt, für die eine solche Anlage errichtet wurde, oder um die Anpassung an betriebliche Gegebenheiten der Bahn.